# سفارت هند در کیف
سفارت هند در کیف (به لاتین: Embassy of India) یک سفارت در اوکراین است که در کی‌یف واقع شده‌است.